# Hasvåg
Hasvåg är en by i Flatangers kommun i Trøndelag fylke i mellersta Norge. Byn ligger vid fylkesväg 6304, ytterst på halvön Sørnesset, i den västra delen av kommunen.